# Белозерск
Белозерск (на руски: Белозерск) е град в Русия, административен център на Белозерски район, Вологодска област. Населението на града към 1 януари 2018 година е 8786 души.